# Quadra (São Paulo)
Quadra é um município brasileiro do estado de São Paulo. Sua população estimada em 2004 foi de 3.035 habitantes.

## História
O município de Quadra tem suas origens territoriais em antigas sesmarias localizadas dentro dos limites da então "villa de Itapetininga", em terras doadas pelo governo português, entre os séculos XVIII e XIX.
A parte sul do município pertencia à sesmaria dos padres Carmelitas de Itu, cujas terras se encontravam entre os rios Guarapó, Tatuí e Sorocaba, aproximadamente. Desta mesma sesmaria tiveram origem a Fazenda do Paiol – que existe até hoje e que era dos próprios Carmelitas – e o município de Tatuí.
Os mais antigos sesmeiros, além dos padres foram André de Almeida Falcão; José Amaral Gurgel, Alexandre Caetano Tavares, Antônio de Mascarenhas Camello, Domiciano Azevedo, Caetano Thomaz de Aquino e José Mascarenhas Camello; Luiz Almeida Moura, Antônio Rosa Oliveira, Antônio Bernardo Azevedo Camello, Bento Antunes Camargo, Bento Mascarenhas Camello e Manoel Paes; Manoel Garcia Leal, Antônio Garcia Leal, Antônio Mariano de Toledo, Ignácio Mendes de Camargo e Felix Mendes de Camargo; Matheus da Silva Bueno, que tinham terras nas localidades do Guararapó (atual Guarapó), Palmeiras e Pederneiras Pretas (atual Pederneiras).
No entanto, a vila de Quadra original teria surgido antes da década de 1870, quando surgiu um povoado vizinho, numa propriedade que servia de pouso de tropeiros, conhecida como Bom Jesus das Palmeiras.
Depois de 1875, com o aumento de casas ao redor do Pouso do Bom Jesus, a vila de Quadra acabou e o pouso de tropeiros ficou conhecido como Bom Jesus de Quadra, que é onde fica o atual Centro de Quadra.
O Cel. Francisco Vieira de Camargo, dono das terras do pouso no começo do século XX, doou uma quadra de terras para que fosse construída a Igreja do Bom Jesus atual, de alvenaria, que foi concluída em 1927.
A história da doação desta quadra é muito comumente confundida com a verdadeira história da origem de Quadra e é, praticamente tomada como sendo a versão oficial.
Em 1875 já existe referência ao atual nome, em um documento governamental sobre a criação de uma cadeira de professor no "distrito de Quadra", no município de Tatuí.
A economia girava em torno das grandes fazendas, como a do Paiol, a Estância (do Cel. Francisco Vieira de Camargo), a Santo Ignácio de Loyola, a Aleluia e algumas outras localizadas na região do Ribeirão das Palmeiras. Nestas fazendas trabalhavam escravos, camaradas – pessoas que trabalhavam por dinheiro – e outros lavradores por sistema de ameio – parte da produção ficava para quem plantava e outra para o dono da terra.
As principais culturas eram as de subsistência e o milho amarelo, e ao longo do tempo várias atividades agrícolas foram implantadas. A cultura do algodão chegou a ter grande importância, havendo, inclusive, um campo de produção de sementes de algodão, da Secretaria da Agricultura do Estado, no município, mas sucumbiu. A cultura do café e a suinocultura também não resistiram.
As únicas atividades que perduraram desde o início foram a bovino-cultura de corte e de leite e o milho branco, que sempre foi cultivado, mas passou a ser feito em larga escala na primeira metade do século XX.
Atualmente, Quadra é o maior produtor desta cultura, tendo até adotado a alcunha de "Capital do Milho Branco".
Mesmo com a queda na área total de plantio, estima-se que a produção alcance 12.000 toneladas anuais.
Em 18 de dezembro de 1912 Quadra foi oficialmente elevada a Distrito de Tatuí. Em 30 de dezembro de 1993 obteve emancipação, decidida anteriormente por plebiscito popular, e em 1º de janeiro de 1997 o município foi plenamente instalado.
O município detém bons índices gerais, com ênfase nas áreas de saúde, educação e segurança.
Como Quadra é um município rural, alguns aspectos da cultura caipira ainda existem, principalmente ligados à religião, como a Recomenda e o Pouso do Divino (introduzido recentemente no município), e outras de origem popular, como o cururu e o samba caipira. Porém, todas estas formas de cultura tendem ao desaparecimento, assim como acontece com quase todo o resto das culturas locais do Brasil.

## Geografia
Localiza-se a uma latitude 23º17'58" sul e a uma longitude 48º03'17" oeste, estando a uma altitude de 638 metros. Possui uma área de 205,033 km².

### Índice pluviométrico
- Meses mais secos: agosto (73,5mm) e junho (88mm);
- Meses mais chuvosos: dezembro (391,5mm) e janeiro (332mm);
- Total anual: 2277mm

(Prefeitura Municipal de Quadra - Dados do bairro Cruz de Cedro/2009)

### Hidrografia
- Ribeirão Aleluia - Afluente do rio Guarapó. maior bacia hidrográfica de Quadra
- Rio Guarapó - Afluente do rio Sorocaba
- Ribeirão do Turvo - Afluente do rio Guarapó
- Ribeirão Palmeiras - Afluente do ribeirão Aleluia
- Ribeirão Pederneiras - Afluente do rio Tatuí

### Rodovias
- SP-280 - Rodovia Castelo Branco, do km 149 ao km 158.
- SP-141 - Via Benedito de Oliveira Vaz, na divisa entre o município e Pereiras.
- Via Municipal Monsenhor Silvestre Murari e SP-129- (Estrada Tatuí-Quadra).
- Estrada Municipal Jacira Siqueira Rodrigues (Estr. Tatuí - Guareí) - bairros Campininha e Tijuco Preto.

## Demografia

### População
| Crescimento populacional                             | Crescimento populacional | Crescimento populacional | Crescimento populacional |
| Ano                                                  | População Total          |                          | %±                       |
| ---------------------------------------------------- | ------------------------ | ------------------------ | ------------------------ |
| 2000                                                 | 2 651                    |                          | —                        |
| 2010                                                 | 3 236                    |                          | 22,1%                    |
| 2022                                                 | 3 405                    |                          | 5,2%                     |
| Est. 2024                                            | 3 472                    | [ 9 ]                    | 2,0%                     |
| Fontes: Censos Demográficos IBGE e Estimativas SEADE |                          |                          |                          |

### Dados demográficos
Dados do Censo - 2010
População total: 3.236
- Urbana: 670
- Rural: 1.981
- Homens: 1.389
- Mulheres: 1.262
- Densidade demográfica (hab./km²):15,73hab/Km (quadrado)
- Mortalidade infantil até 1 ano (por mil): 15,46
- Expectativa de vida (anos): 75 a 79
- Taxa de fecundidade (filhos por mulher): 2,19
- Taxa de alfabetização: 98,3%
- Índice de Desenvolvimento Humano (IDH-M): 0,755
- IDH-M Renda: 0,664
- IDH-M Longevidade: 0,774
- IDH-M Educação: 0,827

## Política e administração
- Prefeito: Luiz Carlos Pereira (Luiz Carlos Américo) (PSDB) (2017/2020)
- Vice-prefeito: Rubens Geraldo Coelho (PSDB)
- Presidente da câmara: Ricardo Galvão de Campos (PSL) (2019/2020)

### Subdivisões
- Araçatuba (Araçatuba, Barro Amarelo, Cassemiros, Ninho Verde);
- Aleluia: (Aleluia, Barreiro, Tavares, Matão, Recanto da Castelo);
- Cabeceira do Aleluia: (Cabeceira do Aleluia, Estância, Vista Alegre).
- Cruz de Cedro: (Cruz de Cedro, Capuava, Soares);
- Palmeiras: (Centro, Palmeiras, Américos, Quadra, Vaz);
- Turvo: (Turvo, Portugueses);
- Guarapó: (Guarapó, Moinho, Portugueses);
- Pederneiras: (Pederneiras, Grameiro);
- Guaraná: (Guaraná, Sapé, Cabeceira do Guarapó, Jardim São Bento);
- Tijuco Preto: (Campininha, Tijuco Preto);
- Vaz: (Vaz);

## Economia
Milho branco (principal município produtor brasileiro), milho amarelo, cana-de-açúcar, grama-de-jardim, feijão, frangos para abate, avestruzes para abate, cavalos de competição e exposição, bovinos de leite e de corte.
Dados levantados durante a Campanha de Vacinação Contra Febre Aftosa (em cabeças) - maio de 2007
- Bovinos - 9059;
- Bubalinos - 167;
- Ovinos - 207;
- Caprinos - 96;
- Equinos e muares - 1000;
- Suínos - 353.

## Infraestrutura

### Transportes
Linha Quadra-Tatuí, pela Empresa de Auto Ônibus Rápido Campinas

### Comunicações
O sistema de telefones automáticos, assim como o sistema de discagem direta à distância (DDD) com o código de área (0152), foram implantados pela Telecomunicações de São Paulo (TELESP).
Na década de 90 o código DDD da cidade foi alterado para (015), para padronização do sistema telefônico com a telefonia celular que estava sendo implantada em todo o estado.

## Religião
O Cristianismo se faz presente na cidade da seguinte forma:

### Igreja Católica
- A igreja faz parte da Diocese de Itapetininga.[17]

### Igrejas Evangélicas
Entre as igrejas protestantes históricas, pentecostais e neopentecostais, encontram-se na cidade:
- Assembleia de Deus Ministério do Belém.[20][21]
- Congregação Cristã no Brasil.[22]